# Chi Nở ngày
Chi Nở ngày hay Chi Bách nhật (danh pháp khoa học: Gomphrena) là chi thực vật có hoa trong họ Amaranthaceae.

## Các loài
- Gomphrena affinis F.Muell. ex Benth.
  - G. affinis subsp. pilbarensis Kanis ex J.Palmer
- Gomphrena agrestis Mart.
- Gomphrena albiflora Moq.
- Gomphrena anti-lethargica Silveira
- Gomphrena arborescens L.f.
- Gomphrena arida J.Palmer
- Gomphrena atrorubra J.Palmer
- Gomphrena basilanata Suess.
- Gomphrena bicolor Mart.
- Gomphrena boliviana Moq.
- Gomphrena brachystylis F.Muell.
- Gomphrena breviflora F.Muell.
- Gomphrena caespitosa Torr.
- Gomphrena caleyi Briq.
- Gomphrena canescens R.Br.
  - G. canescens subsp. erythrina J.Palmer
- Gomphrena cardenasii Standl. ex E.Holzh.
- Gomphrena celosioides Mart.
  - G. celosioides var. fallax (Seub.) Pedersen
  - G. celosioides var. hygrophila (Mart.) Pedersen
  - G. celosioides f. roseiflora (Chodat) Pedersen
- Gomphrena centrota E.Holzh.
- Gomphrena chrestoides C.C.Towns.
- Gomphrena cinnabarina Suess.
- Gomphrena cladotrichoides Suess.
- Gomphrena claussenii Moq.
- Gomphrena colosacana Hunz. & Subils
- Gomphrena conferta Benth.
- Gomphrena conica (R.Br.) Spreng.
- Gomphrena connata J.Palmer
- Gomphrena cucullata J.Palmer
- Gomphrena debilis Mart.
- Gomphrena decipiens Seub.
- Gomphrena demissa Mart.
- Gomphrena desertorum Mart.
  - G. desertorum var. mucronata (Moq.) Stuchlík
  - G. desertorum var. rodantha (Moq.) Stuchlík
- Gomphrena diffusa (R.Br.) Spreng.
- Gomphrena discolor R.E.Fr.
- Gomphrena duriuscula Moq.
- Gomphrena eichleri J.Palmer
- Gomphrena elegans Mart.
- Gomphrena equisetiformis R.E.Fr.
- Gomphrena eriophylla Mart.
- Gomphrena ferruginea Pedersen
- Gomphrena filaginoides M.Martens & Galeotti
- Gomphrena flaccida R.Br.
- Gomphrena floribunda J.Palmer
- Gomphrena fuscipellita T.Ortuño & Borsch
- Gomphrena gardneri Moq.
- Gomphrena glabratoides (Suess.) J.C.Siqueira
- Gomphrena globosa L.
- Gomphrena graminea Moq.
- Gomphrena guaranitica Chodat
- Gomphrena haageana Klotzsch
- Gomphrena haenkeana Mart.
- Gomphrena hatschbachiana Pedersen
- Gomphrena hermogenesii J.C.Siqueira
- Gomphrena hilariana Moq.
- Gomphrena hillii Suess.
- Gomphrena humifusa J.Palmer
- Gomphrena humilis R.Br.
- Gomphrena incana Mart.
- Gomphrena insignis Briq.
- Gomphrena involucrata Ewart
- Gomphrena kanisii J.Palmer
- Gomphrena lacinulata J.Palmer
- Gomphrena lanata R.Br.
- Gomphrena lanigera Pohl ex Moq
- Gomphrena leontopodioides Domin
- Gomphrena leptoclada Benth.
- Gomphrena leptophylla (Benth.) J.Palmer
- Gomphrena leucocephala Mart.
- Gomphrena macrocephala A.St.-Hil.
- Gomphrena macrorhiza Mart.
- Gomphrena magentitepala J.Palmer
- Gomphrena mandonii R.E.Fr.
- Gomphrena marginata Seub.
- Gomphrena martiana Gillies ex Moq.
  - G. martiana f. austrina Pedersen
  - G. martiana var. glutinosa (R.E.Fr.) Pedersen
- Gomphrena matogrossensis Suess.
- Gomphrena mendocina (Phil.) R.E.Fr.
  - G. mendocina subsp. australis Pedersen
- Gomphrena meyeniana Walp.
  - G. meyeniana var. acaulis (Remy) Suess.
  - G. meyeniana var. conwayi (Rusby) Suess.
  - G. meyeniana var. tucumanensis Pedersen
- Gomphrena microcephala Moq.
- Gomphrena mizqueensis T.Ortuño & Borsch
- Gomphrena mollis Mart.
- Gomphrena moquinii Seub.
- Gomphrena nealleyi J.M.Coult. & Fisher
- Gomphrena nigricans Mart.
- Gomphrena nitida Rothr.
- Gomphrena obovata L.
- Gomphrena occulta J.Palmer
- Gomphrena oroyana Standl.
- Gomphrena pallida (Stuchlík) Pedersen
- Gomphrena paraguayensis Chodat
  - G. paraguayensis subsp. chacoensis Pedersen
- Gomphrena paranensis R.E.Fr.
- Gomphrena parviceps Standl.
- Gomphrena parviflora Benth.
- Gomphrena perennis L.
  - G. perennis var. silenoides (Chodat) Suess. ex Holzh.
  - G. perennis var. subalpina (Herzog) Suess.
  - G. perennis var. suffruticosa (Griseb.) R.E.Fr.
- Gomphrena phaeotricha Pedersen
- Gomphrena pilosa (M.Martens & Galeotti) Moq.
- Gomphrena platycephala R.E.Fr.
- Gomphrena pohlii Moq.
  - G. pohlii var. hassleri (Chodat) Pedersen
  - G. pohlii var. hispidula Seub.
- Gomphrena potosiana Suess. & Benl
- Gomphrena pringlei J.M.Coult. & Fisher
- Gomphrena procumbens Jacq.
- Gomphrena prostrata Mart.
- Gomphrena pulchella Mart.
  - G. pulchella subsp. albisericea (E.Holzh.) Pedersen
  - G. pulchella subsp. rosea (Griseb.) Pedersen
- Gomphrena pulvinata Suess.
- Gomphrena pumila Gillies ex Moq.
- Gomphrena pungens Seub.
- Gomphrena pusilla Benth.
- Gomphrena radiata Pedersen
- Gomphrena regeliana Seub.
- Gomphrena riedelii Seub.
- Gomphrena riparia Pedersen
- Gomphrena rosula J.Palmer
- Gomphrena rudis Moq.
- Gomphrena rupestris Nees
- Gomphrena scandens (R.E.Fr.) J.C.Siqueira
- Gomphrena scapigera Mart.
- Gomphrena schinziana Stuchlík
- Gomphrena schlechtendaliana Mart.
- Gomphrena sellowiana Mart.
- Gomphrena serrata L.
- Gomphrena serturneroides Suess.
- Gomphrena sonorae Torr.
- Gomphrena sordida Farmar
- Gomphrena spissa Pedersen
- Gomphrena stellata T.Ortuño & Borsch
- Gomphrena tenella (Moq.) Benth.
- Gomphrena tomentosa (Griseb.) R.E.Fr.
- Gomphrena triceps Pedersen
- Gomphrena trinervosa C.C.Towns.
- Gomphrena trollii Suess.
- Gomphrena umbellata Remy
- Gomphrena uruguayensis Suess.
- Gomphrena vaga Mart.
- Gomphrena virgata Mart.
- Gomphrena vitellina Pedersen

## Hình ảnh

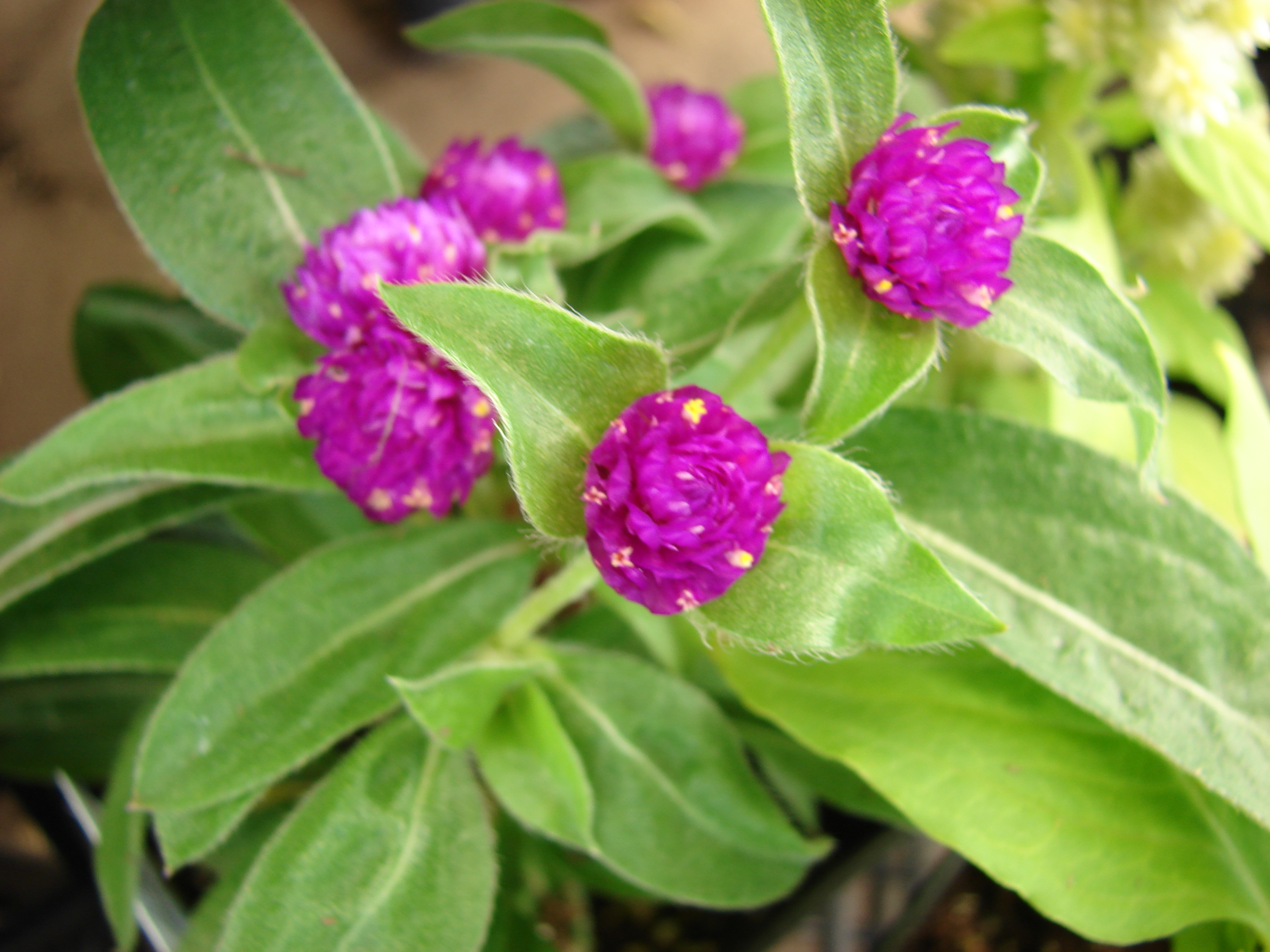
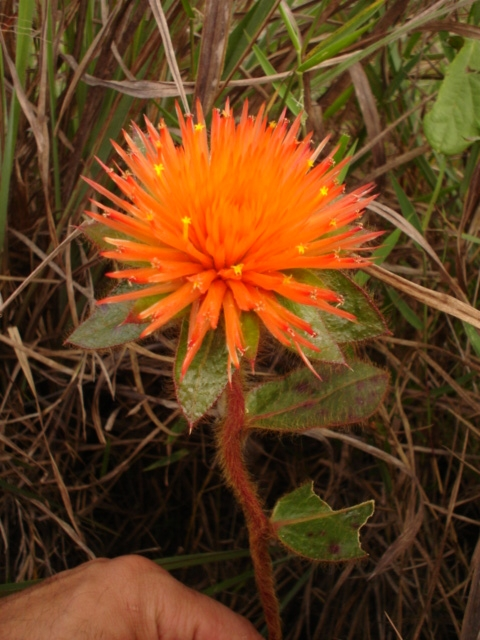
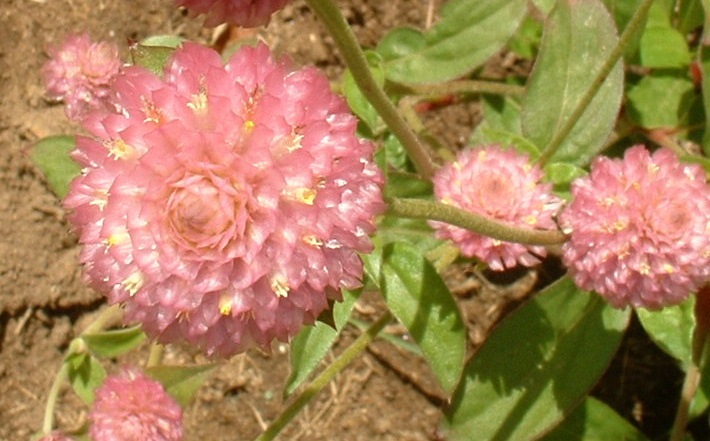
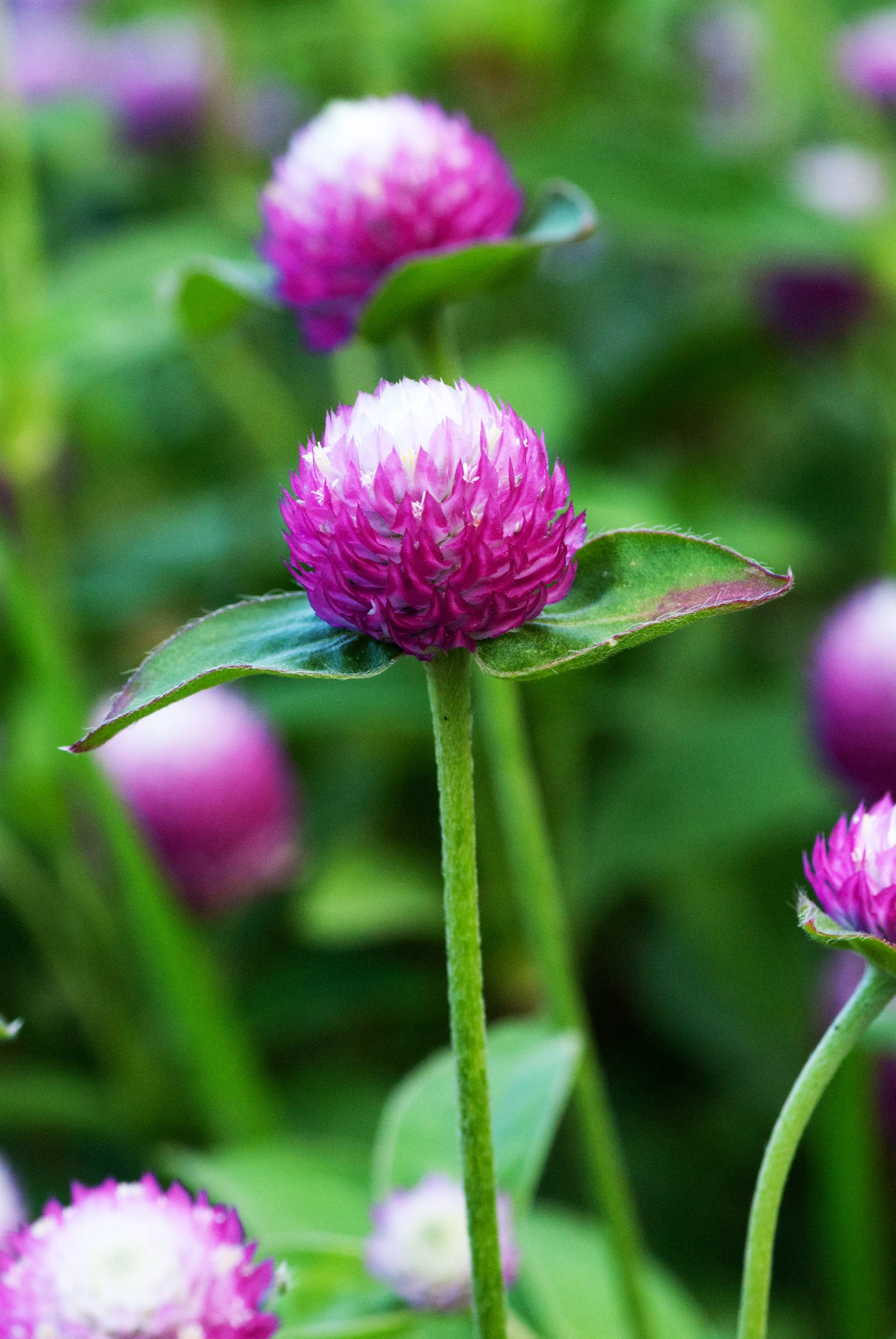
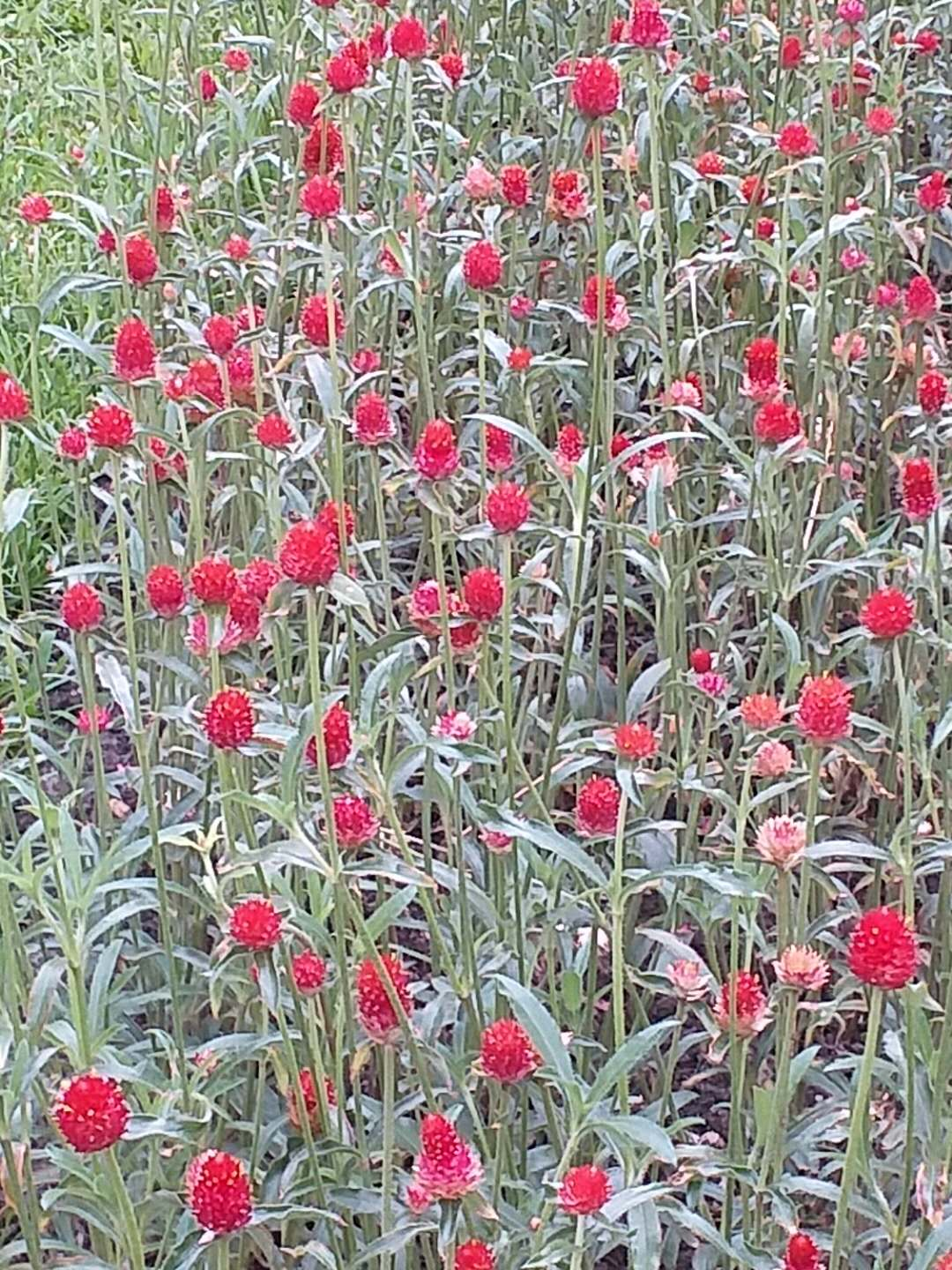
Gomphrena haageana Klotzsch, Bảo tàng Khoa học Tự nhiên Quốc gia, Đài Trung, Đài Loan.
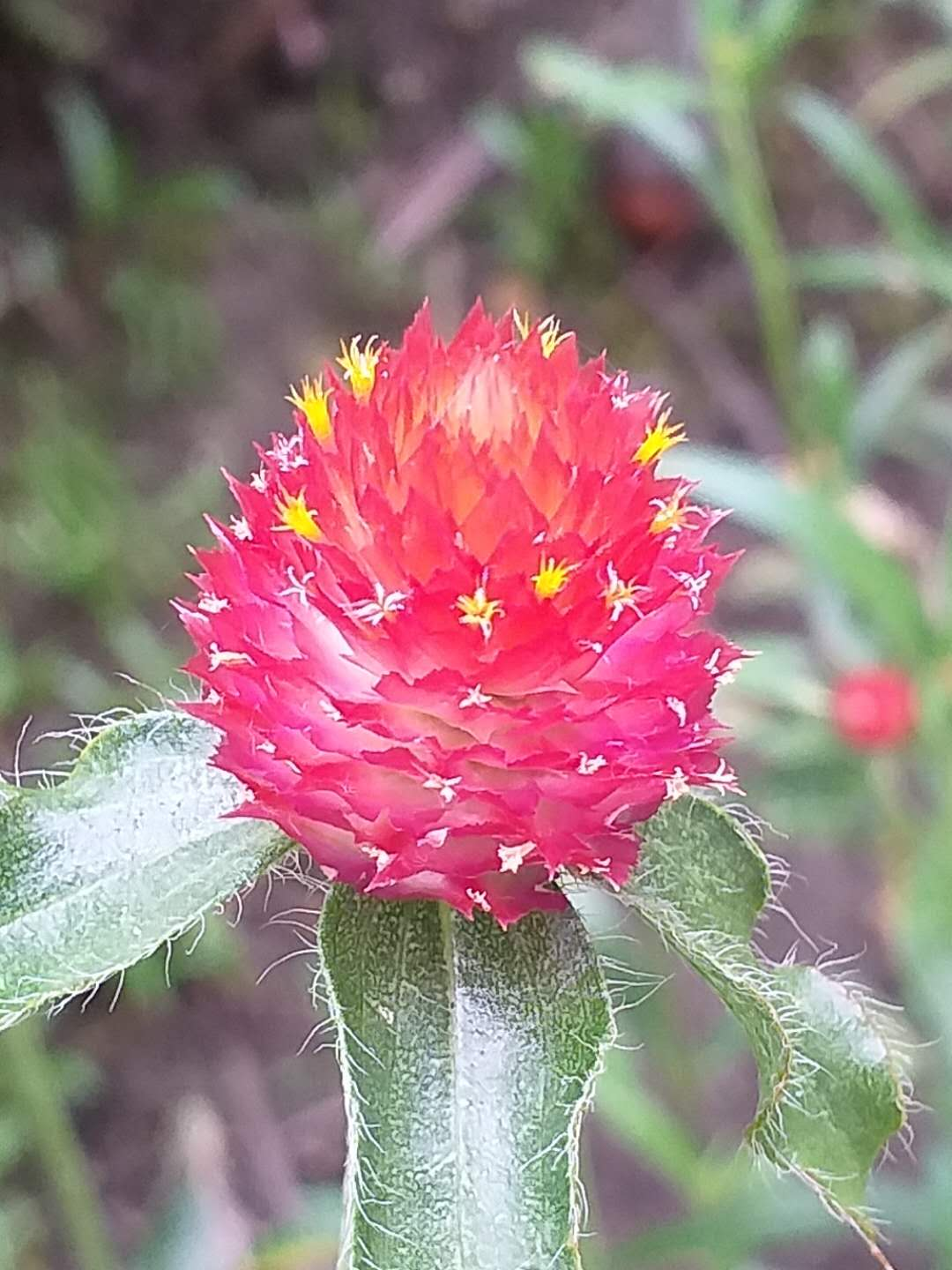
Gomphrena haageana Klotzsch, Bảo tàng Khoa học Tự nhiên Quốc gia, Đài Trung, Đài Loan.